# Macrolinus foveolatus
Macrolinus foveolatus là một loài bọ cánh cứng trong họ Passalidae. Loài này được Ma miêu tả khoa học năm 1988.